# Ekkehard Kunkel
Ekkehard Kunkel (* 11. September 1923; † unbekannt) war ein deutscher Fußballspieler, der von 1949 bis 1952 oder bis 1953 in den damaligen erstklassigen Oberligen Nord und West spielte.

## Spielerlaufbahn
Soweit bekannt, begann der Stürmer seine Fußballkarriere beim Eckernförder SV, bei dem er spätestens seit 1945 in der 1. Mannschaft spielte. Der Eckernförder SV gehörte in jener Zeit Ligen des ersten und zweiten Ligalevels an, nennt aber in seinen beiden bisher veröffentlichten Vereinschroniken von 1973 und 1998 – mit einer einzigen  Ausnahme – keine Spielernamen aus der Zeit vor der ersten Nachkriegsbegegnung des Vereins nach dem Zweiten Weltkrieg, die am 29. September 1945 stattfand. In dieser Begegnung steuerte Kunkel ein Tor zum 3:1-Sieg über Comet Kiel bei.
Mit den Eckernfördern gewann Kunkel die Bezirksmeisterschaft  Ost A 1945/46 (höchste Spielklasse damals), nahm eine Saison später an der Landesmeisterschaft Schleswig-Holstein (ebenfalls höchster Wettbewerb) teil und wurde Meister der Staffel Nord der zweitklassigen Landesliga Schleswig-Holstein der Saison 1947/48.
Zur Saison 1948/49 wechselte Ekkehard Kunkel zum Ligakonkurrenten Itzehoer SV, wurde Meister der Landesliga Schleswig-Holstein der Saison 1948/49 und scheiterte am 24. Juli 1949 im Entscheidungsspiel um den zweiten Aufsteiger in die Oberliga Nord am Harburger TB (4:1 für HTB). Im Team der Itzehoer befanden sich drei Spieler, mit denen Kunkel zuvor in Eckernförde zusammen gespielt hatte, darunter Spielertrainer Kurt Baluses.
Kunkel selbst aber gelang der Aufstieg in die Oberliga Nord, indem er für eine Saison zum Eimsbütteler TV  ging (Platz 8 in der Fußball-Oberliga-Nord-Saison 1949/50) und danach erneut für eine Saison zum Ligakonkurrenten Arminia Hannover wechselte (Platz 13 in der Fußball-Oberliga-Nord-Saison 1950/51). Für Eimsbüttel schoss Kunkel in 23 Spielen acht Tore, für Arminia in 19 Spielen zwei Tore.
Letzte bekannte Spielerstation Kunkels ist die beim damaligen Oberliga-West-Verein Preußen Dellbrück aus Köln, wo er nach abweichenden Angaben von 1951 bis 1952 oder bis 1953 dem Spielerkader angehörte, aber nur noch selten (in zwei oder vier Spielen) zum Einsatz kam. Dellbrück belegte in der Oberliga-West-Saison 1951/52 Platz 9.

## Trainerlaufbahn
Nach seiner aktiven Spielerlaufbahn war Kunkel als Fußballtrainer tätig; einzige bekannte Trainerstation ist  allerdings nur die beim 1. FC Phönix Lübeck.